# Vaccinium kostermansii
Vaccinium kostermansii är en ljungväxtart som beskrevs av Herman Otto Sleumer. Vaccinium kostermansii ingår i Blåbärssläktet, och familjen ljungväxter. Inga underarter finns listade i Catalogue of Life.